# Askums distrikt
Askums distrikt är ett distrikt i Sotenäs kommun och Västra Götalands län. 
Distriktet ligger vid kusten, nordost om Smögen.

## Tidigare administrativ tillhörighet
Distriktet inrättades 2016 och utgörs av Askums socken i Sotenäs kommun.
Området motsvarar den omfattning Askums församling hade vid årsskiftet 1999/2000.